# 미우라 마사요시
미우라 마사요시(일본어: 三浦 方義, 1933년 8월 23일 ~ )는 일본의 전 프로 야구 선수이자 야구 지도자이다. 아오모리현 산노헤군 고노헤정 출신이며 현역 시절 포지션은 투수였다.

## 인물
고노헤 고등학교를 졸업한 후 1952년 요미우리 자이언츠에 테스트로 입단했는데 4년 간 1군 공식전에서의 등판은 9경기에 그쳐 자유 계약이 됐다. 1956년에 다이에이 스타스로 이적하여 하야시 기이치 선수 겸임 코치로부터 ‘어깨의 열림이 빠르다’라는 지적을 받고 왼발을 내딛는 위치를 바꾸면서 투구 폼도 약간 사이드암 느낌의 스리쿼터로 바꾸고 동시에 옆의 변화구도 익혔다. 후지모토 사다요시 감독의 방침에 따라 과도한 등판을 피한 것도 성공하여 시즌 29승, 평균 자책점 1.77(리그 5위)의 좋은 성적으로 다승왕 타이틀을(17선발승)(최다 선발승 - 시마하라 유키오 19선발승) 획득했다(일본 프로 야구 사상 처음으로 아오모리현 출신자로서는 첫 타이틀). 이전까지의 기록(아라마키 아쓰시의 26승)을 깨고 당시 시즌 승리 수의 퍼시픽 리그 기록을 수립했다. 
1957년에 12승과 평균 자책점 3.54(리그 13위=최하위)로 성적이 떨어졌고 그 해엔 이나오 가즈히사가 시즌 35승을 올려 승리 수의 리그 기록을 불과 1년 만에 경신됐다. 다이에이가 마이니치와 합병하여 다이마이 오리온스가 된 1958년에도 시즌 11승과 3년 연속 두 자릿수 승리를 기록했지만 이후에는 4년 간 4승에 머물다가 1962년을 끝으로 현역에서 은퇴했다.
은퇴 후 다이마이 → 도쿄 → 롯데에서 2군 투수 코치(1963년 ~ 1965년, 1968년, 1973년), 스카우트(1966년 ~ 1967년, 1969년 ~ 1972년)를 지냈다. 코치 시절엔 사코타 시치로, 나리타 후미오(1기째), 야기사와 소로쿠·기타루 마사아키·무라타 조지(2기째), 미쓰이 마사하루(3기째) 등을 키웠다.

## 상세 정보

### 출신 학교
- 아오모리현립 고노헤 고등학교

### 선수 경력
- 요미우리 자이언츠(1952년 ~ 1955년)
- 다이에이 스타스(1956년 ~ 1957년)
- 다이마이 오리온스(1958년 ~ 1962년)

### 지도자 경력
- 다이마이 오리온스·도쿄 오리온스·롯데 오리온스 2군 투수 코치(1963년 ~ 1965년, 1968년, 1973년)

### 수상·타이틀 경력
- 다승왕 : 1회(1956년)

### 개인 기록
- 올스타전 출장 : 1회(1956년)

### 등번호
- 34(1952년 ~ 1955년)
- 51(1956년)
- 12(1957년)
- 10(1958년 ~ 1962년 시즌 도중)
- 63(1962년 시즌 도중 ~ 같은 해 종료)
- 66(1963년 ~ 1965년)
- 56(1968년)
- 82(1973년)

### 연도별 투수 성적
| 연 도       | 소 속       | 등 판 | 선 발 | 완 투 | 완 봉 | 무 4 구 | 승 리 | 패 전 | 세 이 브 | 홀 드 | 승 률 | 타 자 | 이 닝 | 피 안 타 | 피 홈 런 | 볼 넷 | 고 4 | 몸 맞 | 탈 삼 진 | 폭 투 | 보 크 | 실 점 | 자 책 점 | 평 자 책 | W H I P |
| ----------- | ----------- | ----- | ----- | ----- | ----- | ------- | ----- | ----- | -------- | ----- | ----- | ----- | ----- | -------- | -------- | ----- | ---- | ----- | -------- | ----- | ----- | ----- | -------- | -------- | ------- |
| 1952년      | 요미우리    | 2     | 1     | 0     | 0     | 0       | 0     | 0     | --       | --    | ----  | 23    | 4.2   | 7        | 1        | 3     | --   | 0     | 1        | 0     | 0     | 5     | 5        | 9.00     | 2.14    |
| 1953년      | 요미우리    | 5     | 0     | 0     | 0     | 0       | 0     | 0     | --       | --    | ----  | 40    | 7.2   | 13       | 1        | 4     | --   | 0     | 1        | 0     | 0     | 8     | 7        | 7.88     | 2.22    |
| 1954년      | 요미우리    | 1     | 0     | 0     | 0     | 0       | 0     | 0     | --       | --    | ----  | 20    | 4.2   | 5        | 3        | 2     | --   | 0     | 4        | 0     | 0     | 5     | 5        | 9.00     | 1.50    |
| 1955년      | 요미우리    | 1     | 0     | 0     | 0     | 0       | 0     | 0     | --       | --    | ----  | 14    | 3.2   | 4        | 0        | 0     | 0    | 0     | 4        | 1     | 0     | 1     | 1        | 2.25     | 1.09    |
| 1956년      | 다이에이    | 61    | 29    | 12    | 3     | 1       | 29    | 14    | --       | --    | .674  | 1291  | 329.2 | 220      | 6        | 109   | 5    | 8     | 187      | 5     | 0     | 80    | 65       | 1.77     | 1.00    |
| 1957년      | 다이에이    | 49    | 25    | 10    | 1     | 3       | 12    | 21    | --       | --    | .364  | 954   | 224.0 | 218      | 11       | 62    | 1    | 3     | 110      | 4     | 0     | 107   | 88       | 3.54     | 1.25    |
| 1958년      | 다이마이    | 42    | 25    | 5     | 0     | 0       | 11    | 8     | --       | --    | .579  | 726   | 175.0 | 159      | 11       | 40    | 1    | 5     | 91       | 1     | 0     | 72    | 54       | 2.78     | 1.14    |
| 1959년      | 다이마이    | 34    | 15    | 0     | 0     | 0       | 3     | 8     | --       | --    | .273  | 406   | 95.1  | 101      | 4        | 19    | 4    | 3     | 52       | 3     | 0     | 49    | 43       | 4.03     | 1.26    |
| 1960년      | 다이마이    | 2     | 0     | 0     | 0     | 0       | 0     | 0     | --       | --    | ----  | 7     | 1.0   | 1        | 0        | 3     | 0    | 0     | 1        | 0     | 0     | 0     | 0        | 0.00     | 4.00    |
| 1961년      | 다이마이    | 6     | 0     | 0     | 0     | 0       | 1     | 1     | --       | --    | .500  | 31    | 7.0   | 8        | 2        | 3     | 0    | 0     | 2        | 0     | 0     | 5     | 5        | 6.43     | 1.57    |
| 1962년      | 다이마이    | 19    | 2     | 0     | 0     | 0       | 0     | 1     | --       | --    | .000  | 170   | 43.0  | 33       | 3        | 10    | 0    | 2     | 22       | 1     | 0     | 15    | 10       | 2.09     | 1.00    |
| 통산 : 11년 | 통산 : 11년 | 222   | 97    | 27    | 4     | 4       | 56    | 53    | --       | --    | .514  | 3682  | 895.2 | 769      | 42       | 255   | 11   | 21    | 475      | 15    | 0     | 347   | 283      | 2.84     | 1.14    |

- 굵은 글씨는 시즌 최고 성적.

## 참고 문헌
- 모리오카 히로시 (1999년). 《プロ野球人名事典 1999》 [프로 야구 인명 사전 1999]. 니치가이 어소시에이츠.
- 《日本プロ野球トレード大鑑》 [일본 프로 야구 트레이드 대감]. 베이스볼 매거진사. 2001년.